# Orwell Award
Der NCTE George Orwell Award for Distinguished Contribution to Honesty and Clarity in Public Language (kurz Orwell Award) ist ein erstmals 1975 und seither jährlich verliehener Essaypreis des US-amerikanischen Englischlehrer-Verbands NCTE (National Council of Teachers of English). Ausgezeichnet werden Journalisten oder Schriftsteller, die herausragende Beiträge zur kritischen Analyse der öffentlichen Meinung geleistet haben.

## Preisträger
- 2020: April Baker-Bell, Autorin von Linguistic Justice: Black Language, Literacy, Identity, and Pedagogy
- 2019: Michael P. Lynch, Autor von Know-It-All-Society: Truth and Arrogance in Political Culture
- 2018: Katie Watson, Autorin von The Scarlet A
- 2017: Richard Sobel, Autor von Citizenship as Foundation of Rights: Meaning for America
- 2016: David Greenberg, Autor von Republic of Spin: An Inside History of the American Presidency
- 2015: Anthony Cody für seine Arbeit  The Educator and the Oligarch
- 2014: The Onion Satirezeitschrift
- 2013: Paul L. Thomas, Hochschullehrer. für seine Rolle in der US-Bildungsreform
- 2012: Peter Zuckerman und Amanda Padoan, Autoren von Buried in the Sky
- 2011: F.S. Michaels, Autor von Monoculture: How One Story is Changing Everything
- 2010: Michael Pollan, Autor von Food Rules und der Oscar-nominierten Dokumentation Food, Inc.
- 2009: Amy Goodman, Mitbegründerin, Geschäftsführerin und Repräsentantin von Democracy Now!
- 2008: Charlie Savage, Autor von Takeover: The Return of the Imperial Presidency and the Subversion of American Democracy
- 2007: Ted Gup, Autor von Nation of Secrets: The Threat to Democracy and the American Way of Life
- 2006: Steven H. Miles, M.D, Autor von Oath Betrayed: Torture, Medical Complicity, and the War on Terror
- 2005: Jon Stewart und die The Daily Show Sendung
- 2004: der Investigativjournalist Seymour Hersh und die Schriftstellerin Arundhati Roy
- 2002: Bill Press für Spin This!
- 2001: Sheldon Rampton und John Stauber für Trust Us, We're Experts!: How Industry Manipulates Science and Gambles with Your Future
- 2000: Alfie Kohn für The Schools Our Children Deserve
- 1999: Norman Solomon für The Habits of Highly Deceptive Media: Decoding Spin and Lies in the Mainstream News (Common Courage Press, 1999)
- 1998: Scott Adams für seine Rolle in Mission Impertinent (San Jose Mercury News West Magazine vom 16. November 1997;). Die Farce nahm satirisch die Absurditäten des Managerjargons aufs Korn.
- 1998: Juliet B. Schor für The Overspent American: Upscaling, Downshifting and the New Consumer
- 1997: Gertrude Himmelfarb für "Professor Narcissus: In Today's Academy, Everything Is Personal," 2. Juni 1997, Beilage der Zeitung The Weekly Standard
- 1996: William D. Lutz für The New Doublespeak: Why No One Knows What Anyone's Saying Anymore
- 1995: Lies Of Our Times (LOOT)
- 1994: Garry Trudeau, Schöpfer des Comicstrips Doonesbury, weil darin fortlaufend Doublespeak im US-Alltagsleben satirisch kritisiert wurde
- 1993: Eric Alterman: Sound and Fury: The Washington Punditocracy and the Collapse of American Politics
- 1992: Donald Barlett und James Steele vom Philadelphia Inquirer für America: What Went Wrong?
- 1991: David Aaron Kessler, Commissioner, Federal Food and Drug Administration.
- 1990: Charlotte Baecher, Consumers Union für Selling America's Kids: Commercial Pressures on Kids of the 90s
- 1989: Edward S. Herman und Noam Chomsky für Manufacturing Consent: The Political Economy of the Mass Media
- 1988: Donald Barlett und James Steele vom Philadelphia Inquirer für eine Artikelreihe zum Tax Reform Act 1986
- 1987: Noam Chomsky für On Power and Ideology: The Managua Lectures
- 1986: Neil Postman für Amusing Ourselves to Death: Public Discourse in the Age of Show Business
- 1985: Torben Vestergaard und Kim Schroder für The Language of Advertising
- 1984: Ted Koppel, Moderator der ABC-Network-TV-Sendung Nightline
- 1983: Haig Bosmajian für The Language of Oppression
- 1982: Stephen Hilgartner, Richard C. Bell und Rory O’Connor für Nukespeak: Nuclear Language, Visions and Mindset
- 1981: Dwight Bolinger für Language--The Loaded Weapon
- 1980: Sheila Harty für Hucksters in the Classroom: A Review of Industry Propaganda in Schools
- 1979: Erving Goffman für Gender Advertisements
- 1978: Sissela Bok für Lying: Moral Choice in Public and Private Life
- 1977: Walter Pincus, Washington Post
- 1976: Hugh Rank für das "Intensify/Downplay" Schema zur Analyse von Kommunikation und Propaganda
- 1975: David Wise für The Politics of Lying